# ライプツィヒ級軽巡洋艦
ライプツィヒ級軽巡洋艦 (Leichte Kreuzer der Leipzig-Klasse) は、ドイツ海軍の軽巡洋艦の艦級で2隻が建造された。

## 概要

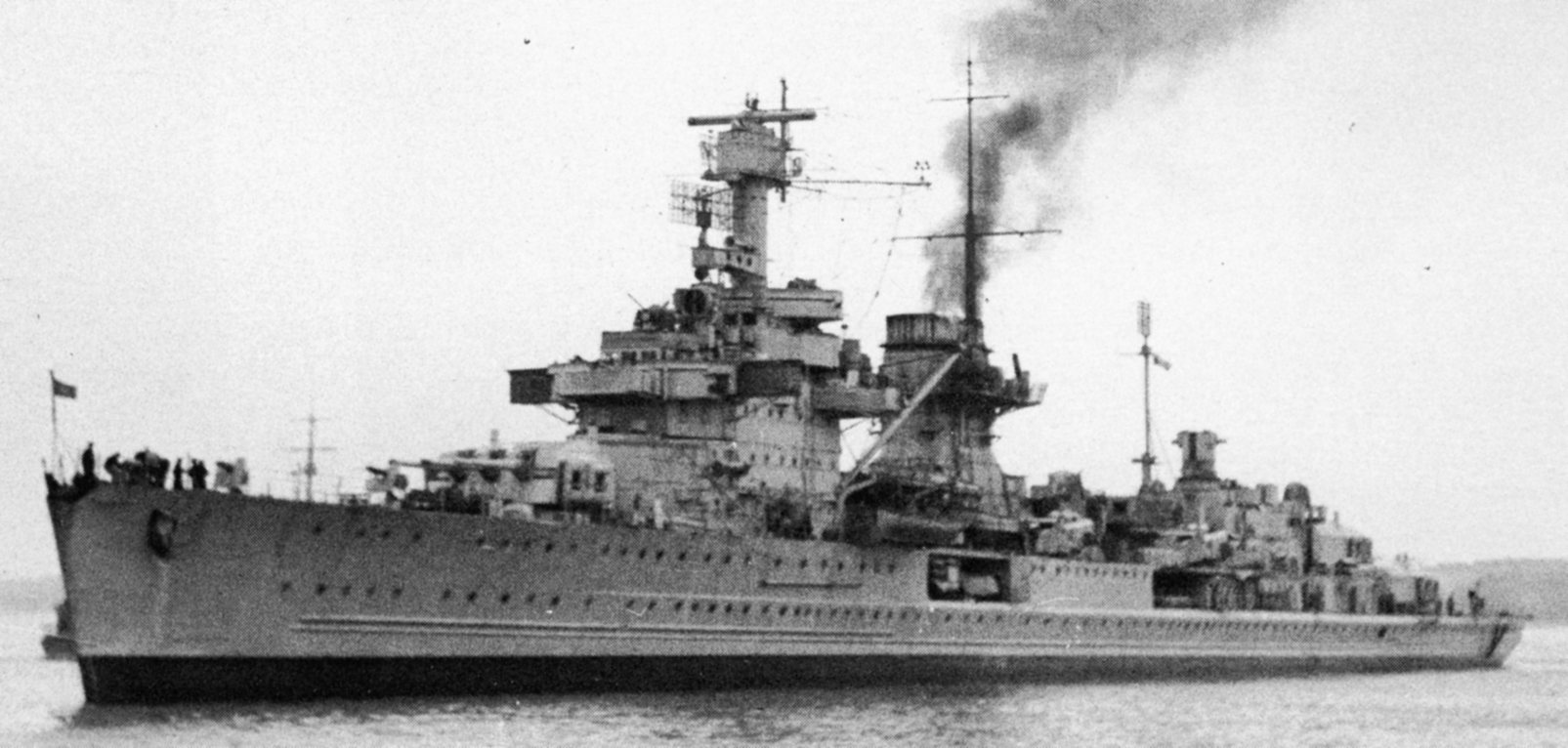
1946年の「ニュルンベルク」。

本級はケーニヒスベルク級軽巡洋艦の改良型であり、ドイツによって建造された最後の軽巡洋艦であった。ケーニヒスベルク級においては後部主砲塔のオフセット配置が構造上の欠陥となったため、本級の主砲塔は3基すべてがセンターライン上に配置された。基準排水量は船体構造の補強によって増加していたが、6,000トンと発表された。
2番艦のニュルンベルクは1番艦ライプツィヒとは異なる設計に基づき建造され、大型化された船体などの変更点を持っていた。また、基準排水量はヴェルサイユ条約で定められた枠を1/7も超過したが、ドイツはこの事実を隠蔽した。ニュルンベルクは後にソ連海軍に賠償艦として引き渡され、「アドミラル・マカロフ」と改名された。

## 艦形

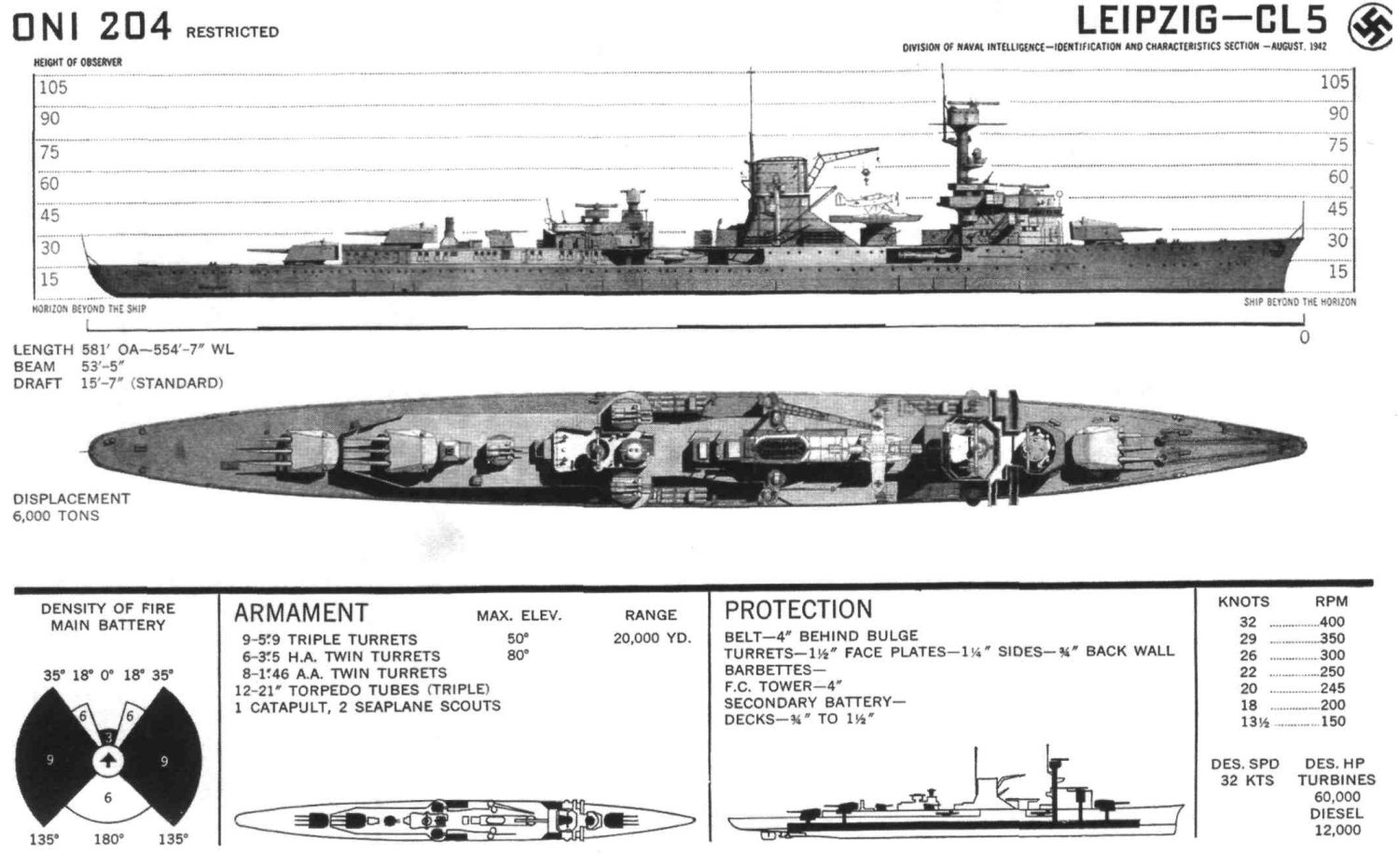
「ライプツィヒ」の武装・装甲配置図。

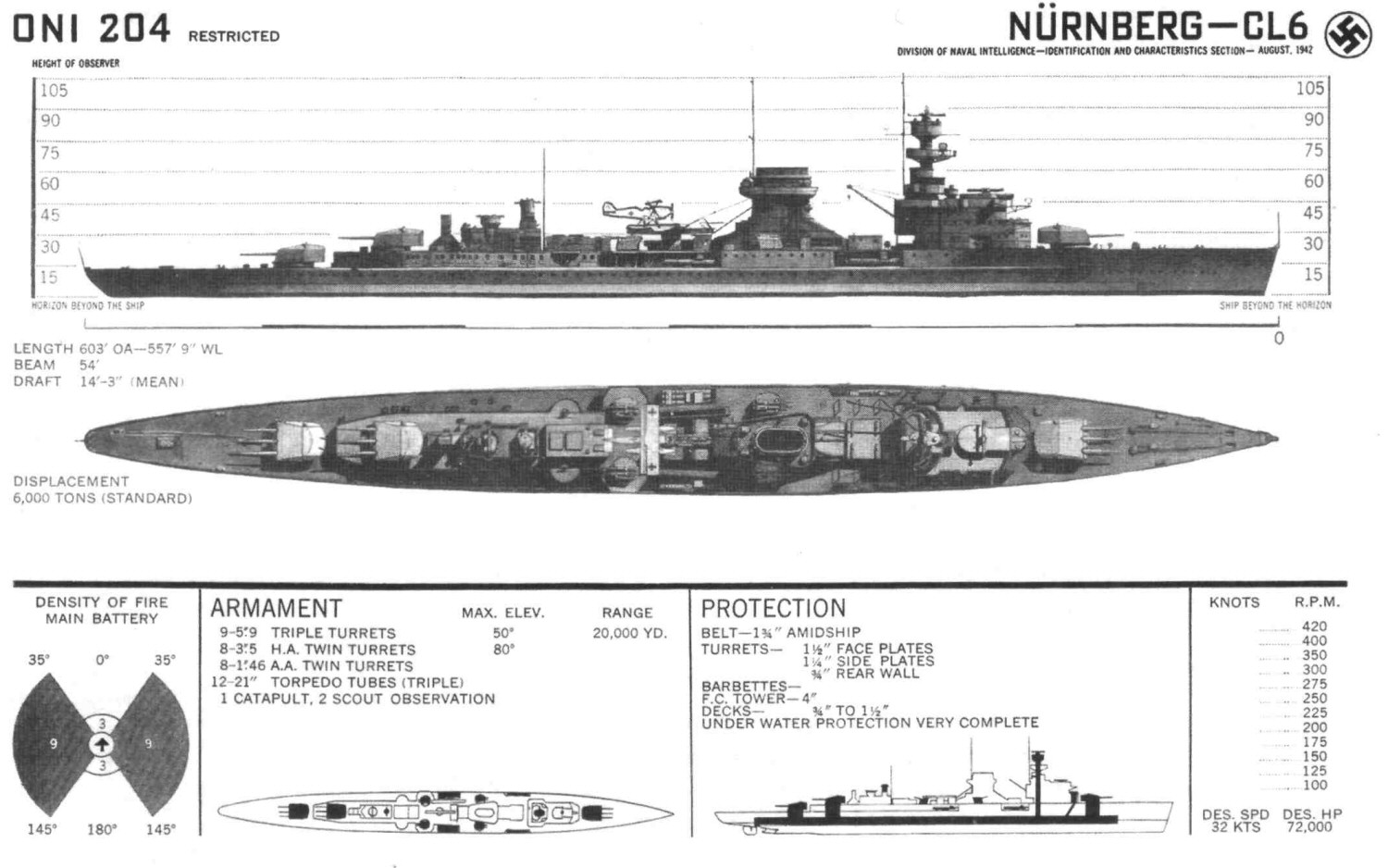
「ニュルンベルク」の武装・装甲配置図。

本級は、船体形状に乾舷の高い長船首楼型船体を採用した。軽くシア（甲板の傾斜）が付いた艦首甲板上には、「SK C/25 1925年型 15cm（60口径）速射砲」の三連装砲塔が1基配置された。
艦橋構造は司令塔を内部に組み込んだ箱型で、操舵艦橋の両脇には船橋を持っていた。また、艦橋後部から上面に突き出るようにチューリップ型の単脚式の前部マストが立ち、頂部には射撃方位盤室が、中部には探照灯台が設けられた。測距儀は操舵艦橋と前部マストの上部にそれぞれ1基ずつが配置された。
艦橋の背後には集合型の1本煙突が立ち、周囲には艦載艇が並べられて、煙突の左右に1基ずつ付いたクレーンにより運用された。
左右の舷側には、対艦攻撃用の50cm三連装魚雷発射管が1番煙突を挟むように片舷2基ずつ、計4基配置され、竣工後には位置と数はそのまま53.3cm三連装発射管に換装された。本級には後部マストが設置されなかったため、アンテナ線を張るために2番煙突左右にアンテナが付いていた。後部構造の上には測距儀を載せた箱型の後部見張所があり、その後ろに対空火器として8.8cm単装高角砲が直列に2基搭載されたが、竣工後に連装砲架2基に換装/増設された。ディーゼル機関の排気管は、高角砲と2番主砲塔に挟まれる形で配置された。2番・3番主砲塔は、艦尾を向いて背負い式で配置された。また、煙筒の後方には水上機運用設備としてカタパルト1基と水上機2機が搭載された。
2番艦「ニュルンベルク」の改良点は、艦橋構造物の大型化、8.8cm高角砲を連装砲架で片舷2基ずつ計4基を装備することによる対空火器の増加などであった。

## 主砲、その他備砲、雷装

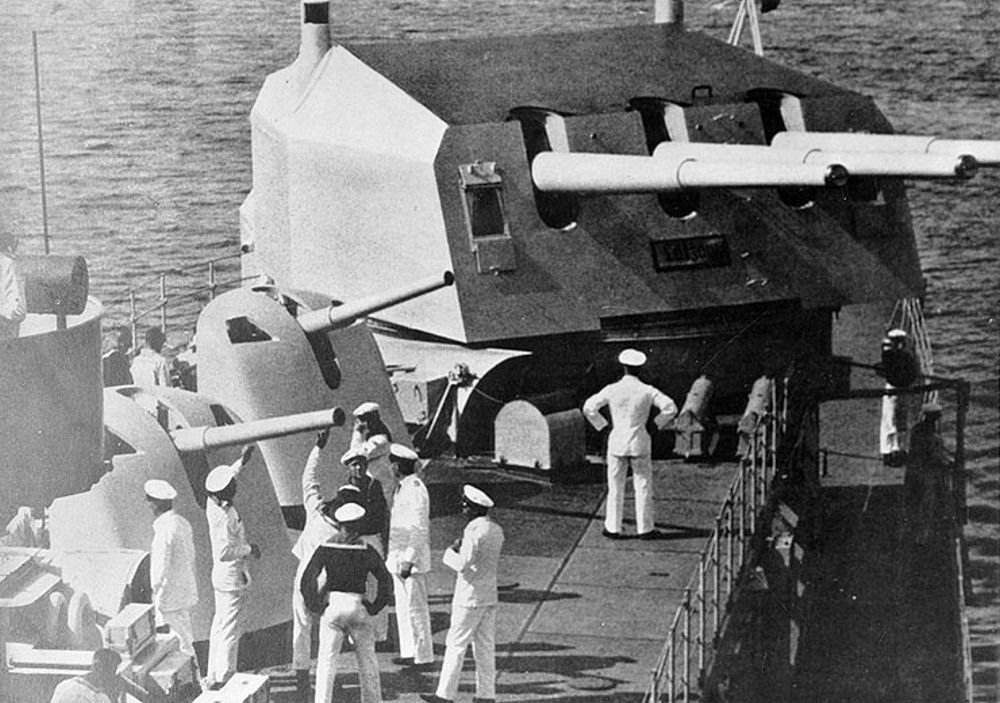
写真はライプツィヒと同形式の武装を持つ「ケーニヒスベルク」の2番主砲塔と8.8cm単装高角砲の写真。

本級の主砲には、前級に引き続き「SK C/25 1925年型 15cm（60口径）速射砲」が採用された。この砲は、重量45.5kgの砲弾を仰角40度で初速960m/秒で撃ち出し、最大で25,700mまで届かせる性能を持っていた。この新型砲は、三連装砲塔に収められた。砲は3門それぞれが別個に上下できる独立砲架を備え、砲身の俯仰能力は仰角40度・俯角10度で旋回角度は360度の旋回角度を持っていたが、実際は上部構造物が仰角時に干渉したため、上方射界に制限を受けた。主砲身の俯仰・砲塔の旋回・砲弾の揚弾・装填は主に電力で行われ、補助に人力を必要とした。発射速度は毎分6～8発であった。
また対空兵装として、「ライプツィヒ」は前級に引き続き「Flak L/45 1906年型 8.8cm（45口径）高角砲」を採用していた。元は対水雷艇用の速射砲を高角砲に改造した物で、その性能は9kgの砲弾を仰角43度で14,100mまで、最大仰角70度で最大射高9,150mまで到達させた。砲架の旋回と俯仰は電動と人力で行われ、砲架は360度の旋回角度を持っていたが、実際は上部構造物で射界に制限を受けた。俯仰は仰角70度・俯角10度であった。これを丸い防盾の付いた単装砲架で竣工時は2基を搭載したが、後に4基に増加した。

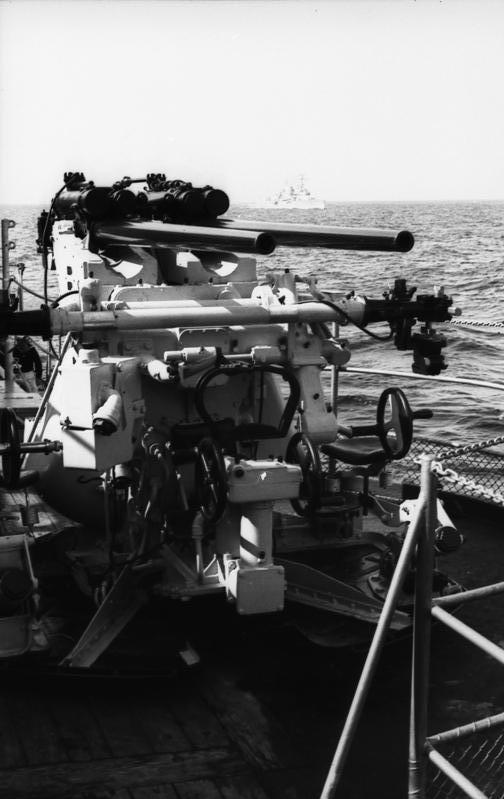
写真は「ニュルンベルク」の3.7cm連装機関砲の写真。

なお、「ニュルンベルク」と近代化改装後の「ライプツィヒ」において新型の「SK C/31 1932年型 8.8cm（76口径）高角砲」を採用した。その性能は9kgの砲弾を仰角45度で17,200mまで、最大仰角80度で最大射高12,400mまで到達させた。砲架の旋回と俯仰は電動と人力で行われ、俯仰は仰角80度・俯角10度で360度の旋回角度を持っていたが、実際は上部構造物で射界に制限を受けた。発射速度は毎分15～20発だった。これを連装砲架で4基装備した。
他に主砲をもってしても相手にならない戦艦と戦うときの備えとして水雷兵装を50cm魚雷を三連装魚雷発射管に収めて、片舷2基ずつの並列配置で計4基を配置した。竣工時の「ニュルンベルク」と改装後の「ライプツィヒ」は53.3cm三連装魚雷発射管4基を装備した。

## 機関
機関は前級に引き続き全力航行用の蒸気機関と巡航用のディーゼル機関の二種類の推進機関を採用していた。

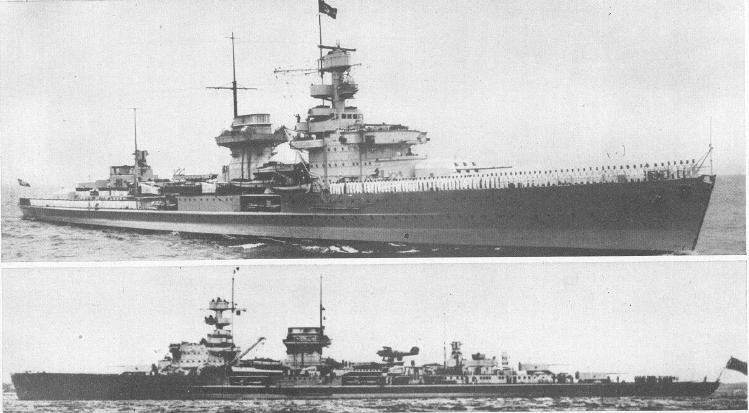
写真はニュルンベルク
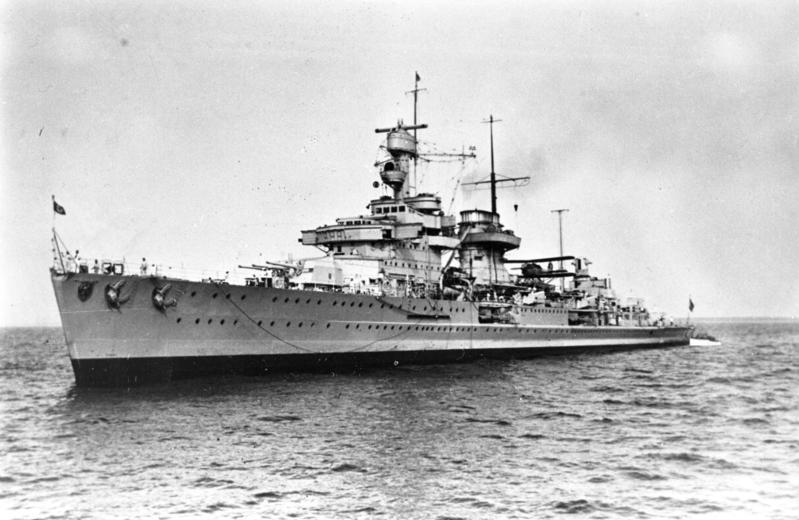
写真は1935年のニュルンベルク

## 同型艦
| 艦名                       | 起工          | 進水           | 就役          | 結果                  |
| -------------------------- | ------------- | -------------- | ------------- | --------------------- |
| ライプツィヒ（Leipzig）    | 1928年2月18日 | 1929年10月18日 | 1931年10月8日 | 1946年7月20日海没処分 |
| ニュルンベルク（Nürnberg） | 1933年11月4日 | 1934年12月8日  | 1935年11月2日 | 1961年スクラップ化    |

## 参考図書
- 「世界の艦船増刊　ドイツ巡洋艦史」（海人社)